# Embassy (hebdomadaire)
Pour les articles homonymes, voir Embassy.
Embassy est un journal hebdomadaire canadien de langue anglaise. Il est publié chaque jeudi à Ottawa par The Hill Times.
Le journal couvre la politique étrangère et les affaires internationales d'un point de vue canadien, et est très lu à Ottawa et dans les communautés diplomatiques et consulaires de Toronto et Montréal.